# Dubai
Dubai (AFI: /du.ˈbaj/, in arabo دُبَيّ‎?, Dubayy, dal probabile significato di "strisciare" o "lucertola" o "piccola locusta") è una città degli Emirati Arabi Uniti, capitale dell'omonimo emirato. Situata a sud del Golfo Persico, nella penisola araba, conta 3 478 300 abitanti. La città detiene il primato per il grattacielo più alto del mondo, il Burj Khalifa, che ha un'altezza di quasi 830 metri.

## Storia

### Antichità
La storia degli insediamenti umani nell'area oggi definita dagli Emirati Arabi Uniti è ricca e complessa. Indica estesi legami commerciali tra le civiltà della Valle dell'Indo e della Mesopotamia, e anche fino al Levante. Reperti archeologici nell'emirato di Dubai, in particolare a Al-Ashoosh, Al Sufouh e il ricco tesoro di Saruq Al Hadid mostra l'insediamento attraverso il I periodi Ubaid e Hafit, i periodi Umm Al Nar e Wadi Suq e i tre periodi Età del ferro negli Emirati Arabi Uniti. L'area era conosciuta dai Sumeri come "Magan" ed era una fonte di beni metallici, in particolare rame e bronzo.
L'area era ricoperta di sabbia circa 5.000 anni fa quando la costa si ritirò verso l'interno, diventando parte dell'attuale linea costiera della città. Sono state rinvenute ceramiche preislamiche del III e IV secolo. Prima dell'introduzione dell'Islam nell'area, le persone in questa regione adoravano Bajir (o Bajar). Dopo la diffusione dell'Islam nella regione, gli Omayyadi Califfo del mondo islamico orientale conquistarono il sud-est Arabia e scacciò i Sassanidi. Gli scavi condotti dal Museo di Dubai nella regione di Al-Jumayra (Jumeirah) hanno trovato diversi manufatti del periodo omayyade.
Una prima menzione di Dubai nel 1095 si trova nel Libro di geografia del Andaluso-arabo geografo Abu Abdullah al-Bakri. Il mercante di perle Veneziano Gasparo Balbi visitò la zona nel 1580 e menzionò Dubai ("Dibei").

### Costituzione della moderna Dubai
Si pensa che Dubai sia stata fondata come villaggio di pescatori all'inizio del XVIII secolo ed era, nel 1822, una città di circa 700-800 membri del Bani Yas tribù e soggetta al governo di sceicco Tahnun bin Shakhbut di Abu Dhabi. Nel 1822, un ispettore navale britannico notò che Dubai a quel tempo era popolata da un migliaio di persone che vivevano in una città di forma ovale circondata da un muro di fango, disseminata di capre e cammelli. Il sentiero principale fuori dal villaggio conduceva a un torrente ricco di canneti, mentre un altro si perdeva nel deserto e si confondeva con le rotte carovaniere.
Nel 1833, in seguito a faide tribali, i membri della tribù Al Bu Falasah si separarono da Abu Dhabi e si stabilirono a Dubai. L'esodo da Abu Dhabi fu guidato da Obeid bin Saeed e Maktoum bin Butti, che divennero leader congiunti di Dubai fino alla morte di Ubaid nel 1836, lasciando Maktoum per stabilire la Maktoum. Dubai firmò il Trattato marittimo generale del 1820 con il governo britannico insieme ad altri stati, in seguito alla Campagna britannica nel 1819 contro il Ras Al Khaimah. Ciò portò alla tregua marittima perpetua del 1853. Anche Dubai, come i suoi vicini sulla Trucial Coast, ha stipulato un accordo di esclusività in cui il Regno Unito si è assunto la responsabilità della sicurezza dell'emirato nel 1892. Nel 1841, un'epidemia di vaiolo scoppiò nella località di Bur Dubai, costringendo i residenti a trasferirsi a est a Deira. Nel 1896 scoppiò un incendio a Dubai, un evento disastroso in una città dove molte case familiari erano ancora costruite con i “barasti” – fronde di palma. L'incendio ha consumato metà delle case di Bur Dubai, mentre il quartiere di Deira sarebbe stato completamente distrutto. L'anno successivo scoppiarono altri incendi. Una schiava fu colta nell'atto di appiccare uno di questi incendi e successivamente fu messa a morte.
Nel 1901, Maktoum bin Hasher Al Maktoum stabilì Dubai come porto franco senza tasse su importazioni o esportazioni e diede anche ai commercianti appezzamenti di terreno e garanzie di protezione e tolleranza. Queste politiche videro un movimento di mercanti non solo direttamente da Lingeh, ma anche coloro che si erano stabiliti a Ras Al Khaimah e Sharjah (che avevano legami storici con Lingeh attraverso il Al Qawasim tribù) a Dubai. Un indicatore della crescente importanza del porto di Dubai può essere ricavato dai movimenti del piroscafo della Bombay and Persia Steam Navigation Company, che dal 1899 al 1901 effettuava cinque visite all'anno a Dubai. Nel 1902 le navi della compagnia effettuarono 21 visite a Dubai e dal 1904 in poi, i piroscafi facevano scalo ogni due settimane – nel 1906, scambiando 70.000 tonnellate di carico. La frequenza di queste navi ha solo contribuito ad accelerare il ruolo di Dubai come porto emergente e centro commerciale preferenziale. Lorimer nota che il trasferimento da Lingeh "si propone di diventare completo e permanente", e anche che la città nel 1906 aveva soppiantato Lingeh come principale centro commerciale degli Stati della Tregua.
La "grande tempesta" del 1908 colpì le imbarcazioni per la raccolta delle perle di Dubai e degli emirati costieri verso la fine della stagione delle perle di quell'anno, provocando la perdita di una dozzina di barche e di oltre 100 uomini. Il disastro fu una grave battuta d’arresto per Dubai, con molte famiglie che persero il loro capofamiglia e commercianti che affrontarono la rovina finanziaria. Queste perdite avvennero in un periodo in cui anche le tribù dell’interno vivevano la povertà. In una lettera al Sultano di Mascate nel 1911, Butti lamenta: "Miseria e povertà infuriano tra loro, con il risultato che lottano, saccheggiano e uccidono tra di loro."  Nel 1910, a causa dell'Incidente di Hyacinth, la città fu bombardata da HMS Hyacinth, con 37 persone uccise.

### Dubai pre-petrolifera

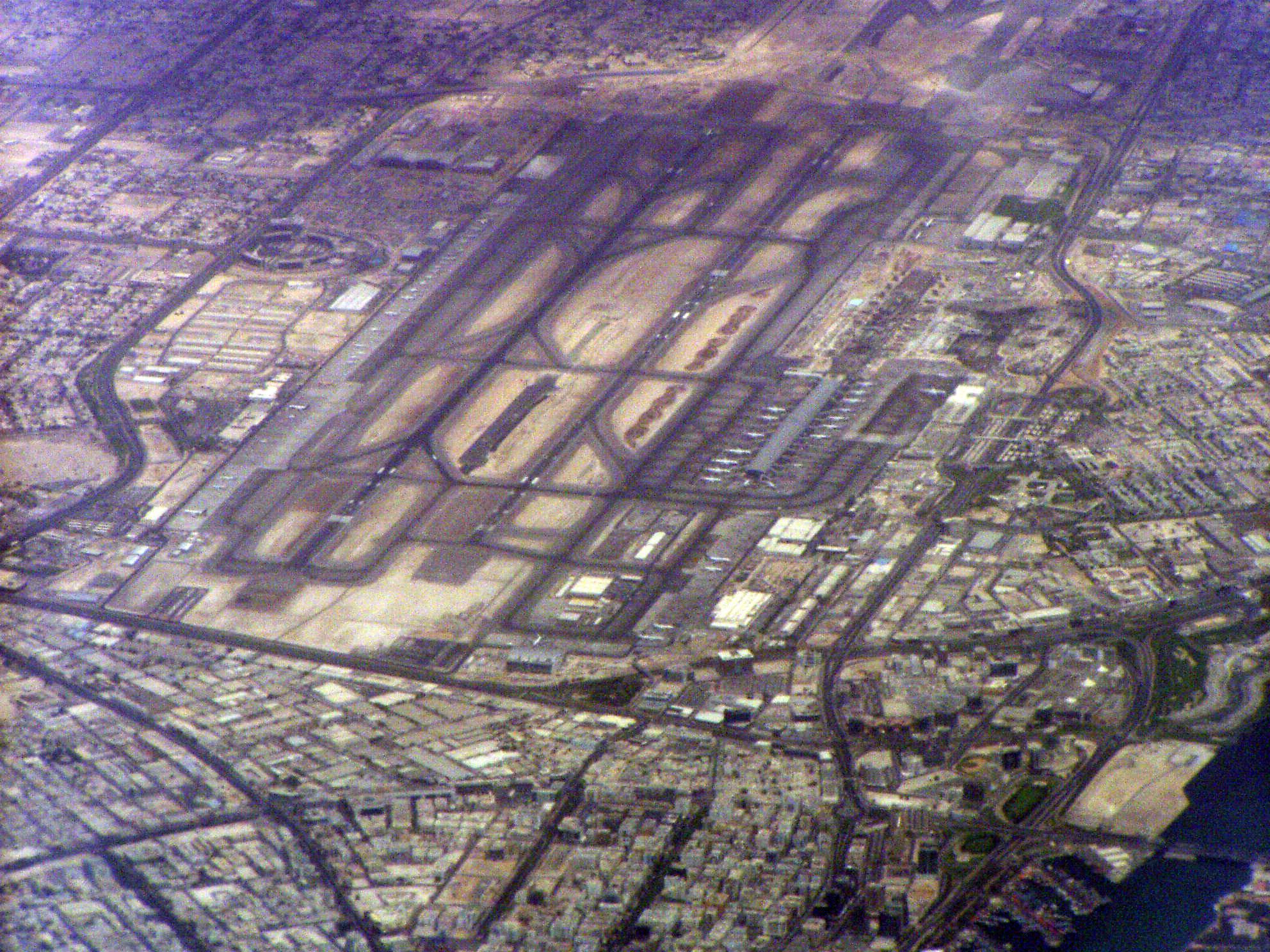
L'Aeroporto Internazionale di Dubai

La vicinanza geografica di Dubai all'Iran ne ha fatto un importante luogo commerciale. La città di Dubai era un importante porto di scalo per i commercianti stranieri, principalmente quelli provenienti dall'Iran, molti dei quali alla fine si stabilirono nella città. All'inizio del XX secolo era un porto importante. Negli anni '20, molti iraniani si stabilirono permanentemente a Dubai, spostandosi attraverso il Golfo Persico. A quel punto, i servizi della città crebbero e fu fondato un quartiere moderno, Al Bastakiya. Dubai era nota per le sue esportazioni di perla fino agli anni '30; il commercio delle perle fu danneggiato irreparabilmente dalla Grande depressione del 1929 e dall'innovazione delle perle coltivate. Con il crollo dell'industria delle perle, Dubai cadde in una profonda depressione e molti residenti vissero in povertà o emigrarono in altre parti del Golfo Persico. Nel 1937 fu firmato un contratto di esplorazione petrolifera che garantiva i diritti royalty per Dubai e pagamenti agevolati allo sceicco Saeed bin Maktoum. Tuttavia, a causa della seconda guerra mondiale, il petrolio non sarebbe stato trovato fino al 1966. Fin dalla sua nascita, Dubai è stata costantemente in contrasto con Abu Dhabi. Nel 1947, una disputa sul confine tra Dubai e Abu Dhabi sul settore settentrionale del loro comune confine sfociò in una guerra. L'arbitrato da parte del governo britannico ha portato alla cessazione delle ostilità. Nonostante la mancanza di petrolio, il sovrano di Dubai dal 1958, lo sceicco Rashid bin Saeed Al Maktoum, utilizzò le entrate derivanti dalle attività commerciali per costruire infrastrutture. Furono create società private per costruire e gestire infrastrutture, tra cui elettricità, servizi telefonici e operatori portuali e aeroportuali. Il 7 aprile 1961, una nave da cinquemila tonnellate battente bandiera britannica che percorreva la rotta tra Bassora (Iraq), Kuwait e Bombay (India), è stata sorpresa da venti insolitamente forti al largo di Dubai. La mattina presto, in mare agitato al largo di Umm al-Quwain, un'esplosione distrusse le cabine di seconda classe e appiccò incendi. Il capitano diede l'ordine di abbandonare la nave ma due scialuppe di salvataggio si capovolsero e si verificò una seconda esplosione. Una flottiglia di piccole imbarcazioni provenienti da Dubai, Sharjah, Ajman e Umm al-Quwain raccolse i sopravvissuti, ma 238 delle 819 persone a bordo persero la vita nel disastro. La costruzione del primo aeroporto di Dubai fu iniziata all'estremità settentrionale della città nel 1959 e l'edificio del terminal fu aperto al pubblico nel settembre 1960. Inizialmente l'aeroporto era servito dalla Gulf Aviation (con voli Dakota, Herons e Viscounts), ma Iran Air iniziò i servizi per Shiraz nel 1961. Nel 1962, con la spesa per progetti infrastrutturali che già si avvicinava a livelli che alcuni ritenevano imprudenti, Sheikh Rashid si rivolse a suo cognato, il sovrano del Qatar, per un prestito per costruire il primo ponte che attraversava il torrente di Dubai. Questa traversata fu terminata nel maggio 1963 e fu pagata da un pedaggio riscosso sulla traversata dal lato di Dubai del torrente al lato di Deira.

### L'età petrolifera

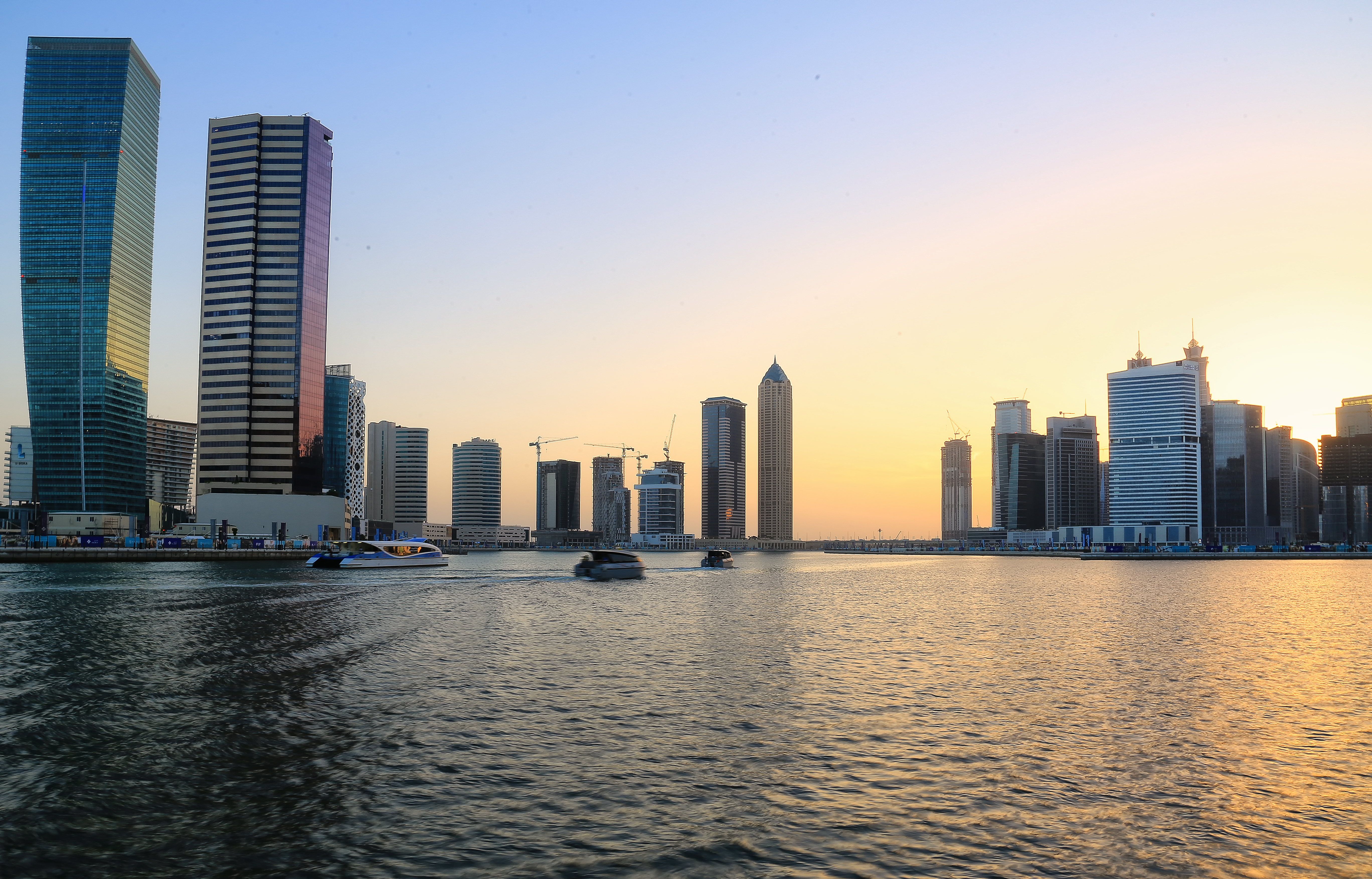
Vista di Business Bay

Dopo anni di esplorazioni in seguito a grandi ritrovamenti nella vicina Abu Dhabi, nel 1966 fu finalmente scoperto il petrolio nelle acque territoriali al largo di Dubai, anche se in quantità molto minori. Il primo campo si chiamava "Fateh" o "buona fortuna". Ciò ha portato ad un'accelerazione dei piani di sviluppo infrastrutturale di Sheikh Rashid e ad un boom edilizio che ha portato un massiccio afflusso di lavoratori stranieri, principalmente asiatici e mediorientali. Tra il 1968 e il 1975 la popolazione della città è cresciuta di oltre il 300%. Nell'ambito dell'infrastruttura per il pompaggio e il trasporto del petrolio dal giacimento di Fateh, situato al largo della zona di Jebel Ali a Dubai, sono stati costruiti due serbatoi di stoccaggio da 500.000 galloni, conosciuti localmente come "Kazzans", saldandoli insieme sulla spiaggia e poi estraendoli e facendoli galleggiare per farli cadere sul fondo del mare nel campo di Fateh. Questi furono costruiti dalla Chicago Bridge and Iron Company, che diede alla spiaggia il suo nome locale (Chicago Beach), che fu trasferito al Chicago Beach Hotel, che fu demolito e sostituito dal Jumeriah Beach Hotel alla fine degli anni '90. Le Kazzan rappresentavano una soluzione innovativa per lo stoccaggio del petrolio, il che significava che le superpetroliere potevano attraccare al largo anche in caso di maltempo ed evitavano la necessità di convogliare il petrolio a terra da Fateh, che si trova a circa 60 miglia dal mare. Dubai aveva già avviato un periodo di sviluppo ed espansione infrastrutturale. Le entrate petrolifere, a partire dal 1969 in poi, sostennero un periodo di crescita con Sheikh Rashid che intraprese una politica di costruzione di infrastrutture e un'economia commerciale diversificata prima che le riserve limitate dell'emirato si esaurissero. Il petrolio rappresentava il 24% del PIL nel 1990, ma nel 2004 era sceso al 7% del PIL.

### L'Atto di Unione degli Emirati Arabi Uniti
Dubai e gli altri "Trucial States" erano da tempo un protettorato britannico in cui il governo britannico si occupava della politica estera e della difesa, nonché dell'arbitraggio tra i governanti del Golfo orientale, il risultato di un trattato firmato nel 1892 denominato "Accordo esclusivo". La situazione sarebbe cambiata con l'annuncio del primo ministro Harold Wilson, il 16 gennaio 1968, che tutte le truppe britanniche sarebbero state ritirate da "Est di Aden". La decisione fu quella di coinvolgere gli emirati costieri, insieme a Qatar e Bahrein, in febbrili negoziati per colmare il vuoto politico che il ritiro britannico avrebbe lasciato dietro di sé.
Il principio dell'unione fu concordato per la prima volta tra il sovrano di Abu Dhabi, Sheikh Zayed bin Sultan Al Nahyan, e Sheikh Rashid di Dubai il 18 febbraio 1968, incontrandosi in un accampamento ad Argoub Al Sedirah, vicino ad Al Semeih, un deserto tappa tra i due emirati. I due hanno deciso di lavorare per portare gli altri emirati, tra cui Qatar e Bahrein, nell'unione. Nei due anni successivi si susseguirono trattative e incontri tra i governanti, spesso burrascosi, per mettere a punto una forma di unione. L'unione dei nove Stati non si sarebbe mai ripresa dall’incontro dell'ottobre 1969 in cui l'intervento britannico contro le attività aggressive di due Emirati portò alla loro uscita. Bahrein e Qatar abbandonarono i colloqui, lasciando sei dei sette Emirati della Tregua a concordare l'unione il 18 luglio 1971.
Il 2 dicembre 1971, Dubai, insieme ad Abu Dhabi, Sharjah, Ajman, Umm al-Quwain e Fujairah si unirono nell'Atto di Unione per formare gli Emirati Arabi Uniti. Il settimo emirato, Ras Al Khaimah, si unì agli Emirati Arabi Uniti il 10 febbraio 1972, in seguito all'annessione da parte dell'Iran delle isole Tunbs rivendicate da Ras al-Khaima.
Nel 1973, Dubai si unì agli altri emirati per adottare una moneta uniforme: il dirham degli Emirati Arabi Uniti. Nello stesso anno, la precedente unione monetaria con Il Qatar è stato sciolto e il dirham degli Emirati Arabi Uniti è stato introdotto in tutti gli Emirati.

### La Dubai moderna

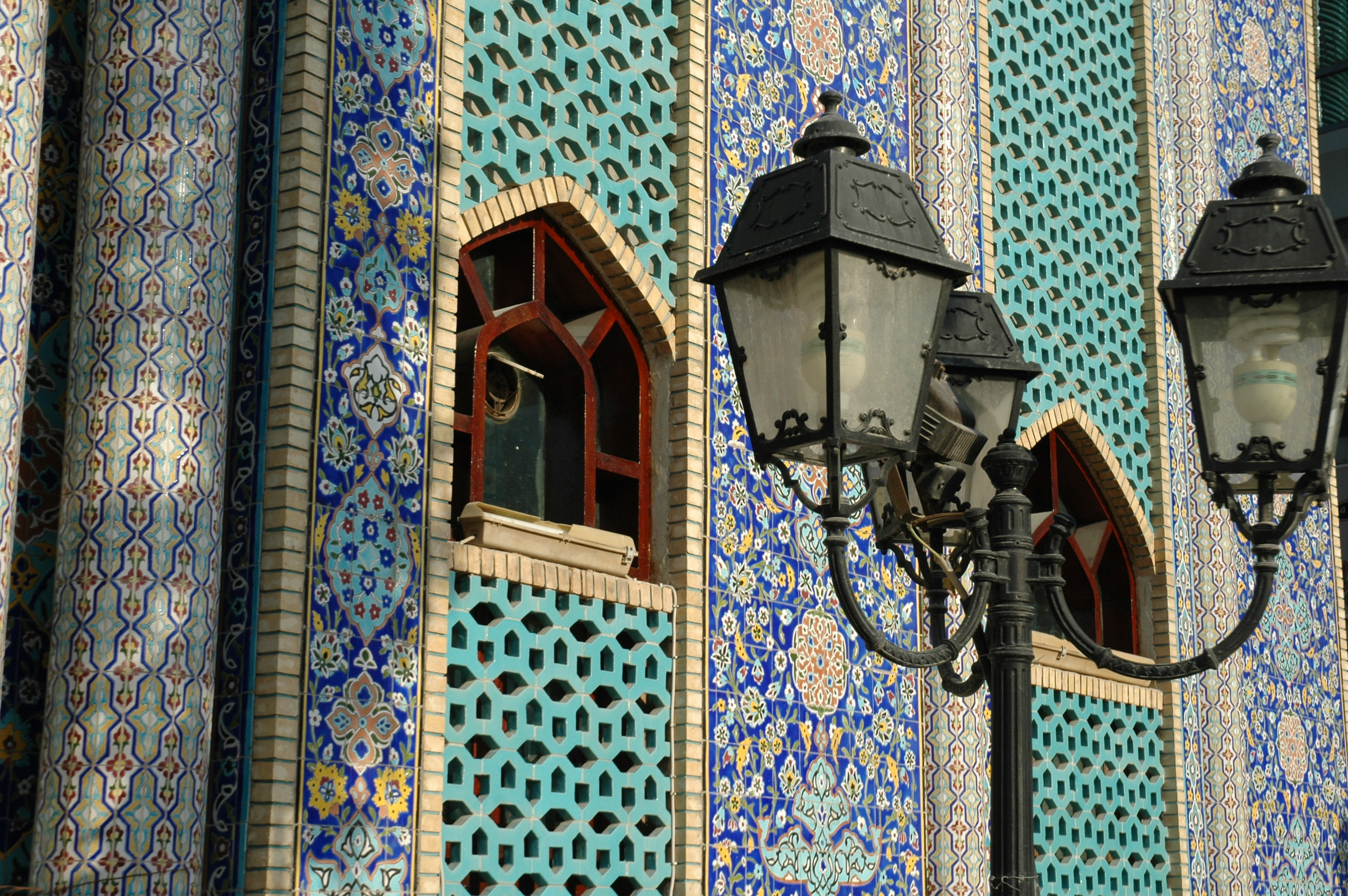
La Moschea Iraniana Hosainia

Nel corso degli anni '70, Dubai conobbe una crescita continua alimentata dai ricavi generati dal petrolio e dal commercio, anche se la città fu testimone di un afflusso di immigrati in fuga dalla guerra civile libanese. Le controversie sui confini tra gli emirati persistettero anche dopo la formazione degli Emirati Arabi Uniti; solo nel 1979 si raggiunse un compromesso formale, ponendo fine ai disaccordi. Nel 1979, la creazione del porto di Jebel Ali, un porto in acque profonde che accoglieva navi più grandi, segnò uno sviluppo significativo. Inizialmente affrontando delle sfide, Sheikh Mohammed ha avviato la JAFZA (Jebel Ali Free Zone) attorno al porto nel 1985, facilitando l'importazione illimitata di manodopera e l'esportazione di capitali per le società straniere. Contemporaneamente, l'aeroporto di Dubai e l'industria aeronautica hanno continuato la loro espansione.
La guerra del Golfo all'inizio del 1991 ha avuto un impatto finanziario negativo sulla città, con depositanti e commercianti che hanno ritirato denaro e commerciato. Tuttavia, Dubai si riprese in un clima politico in cambiamento e prosperò. Alla fine degli anni '90, varie comunità commerciali straniere, inizialmente dal Kuwait, durante la guerra del Golfo, e successivamente dal Bahrein, nel mezzo dei disordini sciiti, trasferirono le loro attività a Dubai. Dubai è servita come base di rifornimento per le forze alleate nella zona franca di Jebel Ali durante la guerra del Golfo e di nuovo durante l'invasione dell'Iraq del 2003. I successivi aumenti significativi del prezzi del petrolio hanno spinto Dubai a mantenere la sua attenzione sul libero scambio e sul turismo.
Nell'aprile 2024 la città è stata colpita da grandi alluvioni che hanno causato allagamenti e ingenti danni in varie parti della città, incluso l'aeroporto.

## Geografia fisica

### Territorio

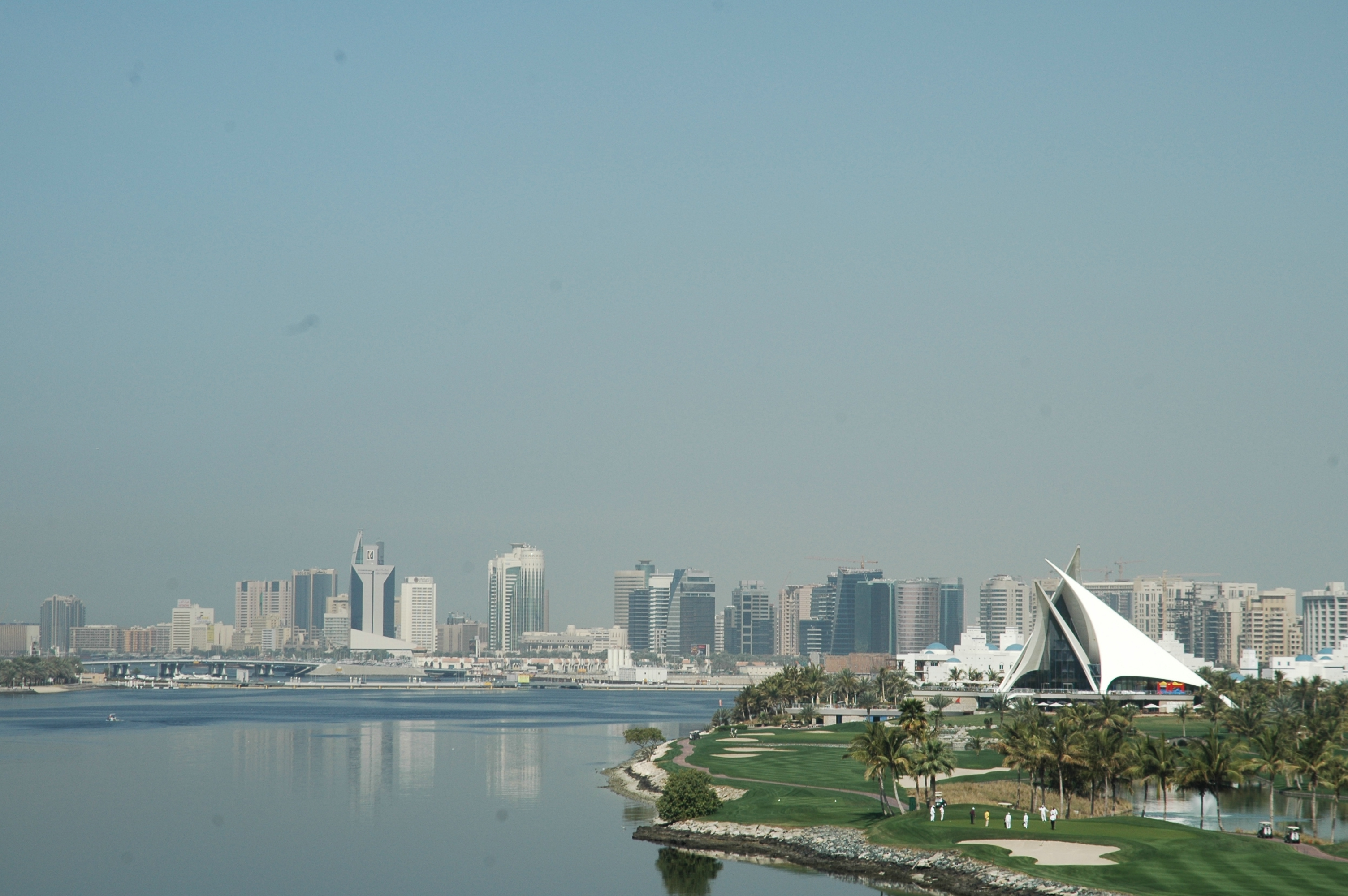
Vista di Dubai dal ponte Al Garhoud

È situata sulla costa del Golfo Persico degli Emirati Arabi Uniti, approssimativamente sul livello del mare, e si estende su una superficie di 4 114 km2, notevolmente ampliata rispetto a quella iniziale (3 900 km2) grazie agli interventi di bonifica. L'emirato di Dubai confina con Abu Dhabi a sud, con Sharjah a nord-est e con il Golfo Persico lungo tutta la costa occidentale. Hatta, un'exclave minore di Dubai, è circondata da tre lati dall'Oman e confina con gli emirati di Ajman a ovest e di Ras al-Khaima a nord. Si trova all'interno del deserto arabico, ma la topografia differisce significativamente da quella della parte meridionale degli Emirati Arabi Uniti: buona parte del paesaggio di Dubai è caratterizzata da dune sabbiose, mentre il meridione del Paese da tipici deserti rocciosi.

Una mappa della città di Dubai

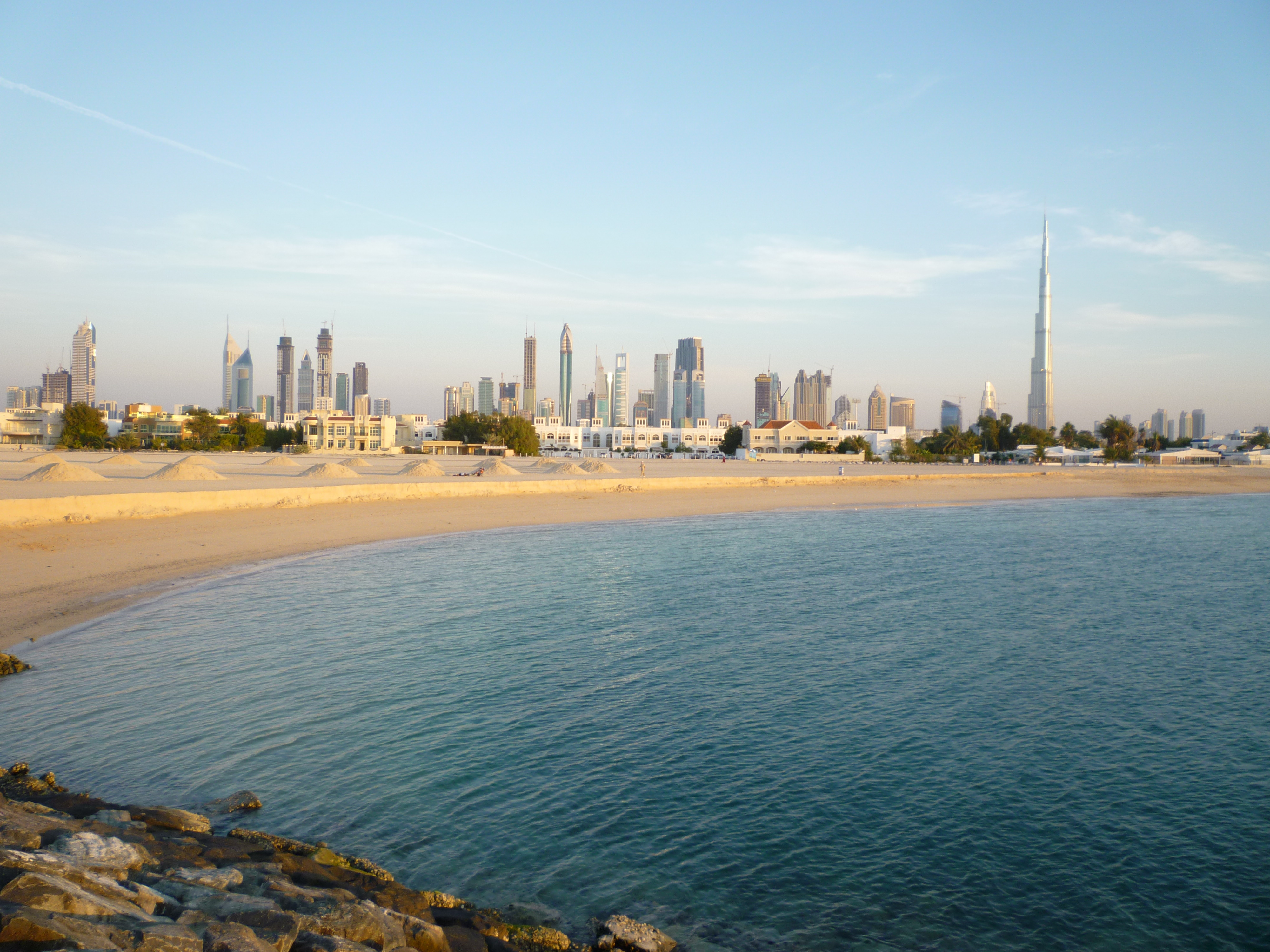
Vista di Dubai da Jumeirah

La sabbia è costituita da coralli e conchiglie sminuzzati ed è fine, pulita e bianca. A est della città, le pianure costiere ricoperte dal sale, conosciute come sabkha, cedono il passo alle dune di sabbia. Più a est ancora, le dune diventano più grandi e a causa dell'ossido di ferro si tingono di una tonalità rossastra. Il deserto pianeggiante lascia poi il posto alle Hajjar Mountains occidentali, che costeggiano il confine di Dubai tra l'Oman e Hatta e sono caratterizzate da un profilo frastagliato con vette che arrivano a 1 300 metri.

### Clima
Il clima è subtropicale desertico, con inverni molto miti o piacevolmente caldi ed estati caldissime. La stagione estiva dura da metà aprile a metà novembre con temperature massime che superano sempre i 30 °C. Luglio e agosto sono i mesi più caldi con temperature massime intorno ai 43-45 °C (a volte si registrano punte sino a 49-53 °C) e minime normalmente sopra i 30 °C. A volte la sera le temperature si aggirano sui 43-45 °C. L'umidità, stante la presenza del mare, rende poco sopportabile il caldo tanto da spingere gli emiri nelle residenze estive più all'interno. La temperatura del mare a settembre può superare anche i 35 °C, il che rende il golfo Persico il posto con le temperature marine più alte della Terra.
La stagione invernale è molto breve: dura da metà dicembre a metà febbraio e vede concentrate in questi mesi quasi tutte le precipitazioni annuali, mediamente 100–150 mm, ma con forti irregolarità tra un anno e l'altro. Gli episodi piovosi, quando capitano, sono sporadici ma violenti e possono causare numerosi disagi in città. Le temperature massime nei mesi invernali si aggirano sui 24-25 °C e subiscono bruschi cambiamenti: spesso il forte vento caldo del deserto Arabico riporta il caldo estivo con tempeste di sabbia e vento, successivamente rimpiazzato da aria fresca accompagnata da una repentina diminuzione della temperatura anche di oltre 30 °C. Le minime difficilmente scendono sotto i 16 °C, seppur nei record ufficiali della città è riportata una temperatura di 7 °C.
| Città di Dubai      | Mesi | Mesi | Mesi | Mesi | Mesi | Mesi | Mesi | Mesi | Mesi | Mesi | Mesi | Mesi | Stagioni | Stagioni | Stagioni | Stagioni | Anno |
| Città di Dubai      | Gen  | Feb  | Mar  | Apr  | Mag  | Giu  | Lug  | Ago  | Set  | Ott  | Nov  | Dic  | Inv      | Pri      | Est      | Aut      | Anno |
| ------------------- | ---- | ---- | ---- | ---- | ---- | ---- | ---- | ---- | ---- | ---- | ---- | ---- | -------- | -------- | -------- | -------- | ---- |
| T. max. media (°C)  | 24   | 25   | 28   | 33   | 38   | 40   | 41   | 41   | 39   | 35   | 31   | 26   | 25       | 33       | 40,7     | 35       | 33,4 |
| T. min. media (°C)  | 15   | 16   | 18   | 21   | 25   | 28   | 30   | 31   | 28   | 24   | 20   | 17   | 16       | 21,3     | 29,7     | 24       | 22,8 |
| Precipitazioni (mm) | 19   | 25   | 22   | 7    | 0    | 0    | 1    | 0    | 0    | 1    | 3    | 16   | 60       | 29       | 1        | 4        | 94   |

### Suddivisione amministrativa
L'Emirato di Dubai è suddiviso in 9 settori, a loro volta divisi in comunità per un totale di 226 comunità. Non esiste al momento una distinzione univoca i settori/comunità appartenenti e non all'area urbana di Dubai, anche se il piano urbanistico del 2020 definisce l'area urbana metropolitana di Dubai quella compresa fra l'Outer Bypass Road (strada E 611, detta anche Emirates road) e la costa del golfo Persico.
Tale area urbana coincide, a meno di piccole differenze, con quella sottesa dai settori da 1 a 6 e copre i quartieri di Deira, Bur Dubai, Jumeirah, Jebel Ali, Ras Al Khor, Zabeel, Downtown Dubai, Dubai Financial Centre (Trade Centre 1 e 2), Business Bay, l'aeroporto Al Maktum e altre comunità limitrofe all'interno della Emirates road.

## Società
La popolazione di Dubai è composta solo per il 10% da autoctoni: il 90% è costituito da immigrati, dei quali una buona parte è la manodopera edile.
Il gruppo più numeroso proviene dall'Asia: il 51% dall'India, il 16% dal Pakistan, il 9% dal Bangladesh e il 3% dalle Filippine. Un quarto della popolazione (locale e straniera) è originaria dell'Iran, il 16% non è idendificabile dall'etnia o provenienza ma si ipotizza che sia asiatica e circa il 5,1% (461.000 persone) proviene dall'Occidente, principalmente dal Regno Unito, con oltre 100.000 persone, formando il gruppo occidentale più numeroso.

## Infrastrutture e trasporti
I trasporti a Dubai sono controllati dalla Roads and Transport Authority (RTA). Il sistema di trasporto pubblico deve affrontare un'enorme congestione e problemi di affidabilità a cui un grande programma di investimenti sta cercando di far fronte, inclusi 70 miliardi di AED per miglioramenti da effettuare entro il 2020, data entro la quale si prevede che la città avrà una popolazione di 3,5 milioni. Nel 2009, secondo le statistiche del comune di Dubai, c'erano in circolazione circa 1 021 880 auto. Nel gennaio del 2010 usava il trasporto pubblico il 6% della popolazione. Anche se il governo ha investito molto nelle infrastrutture stradali, non si è riusciti a tenere il passo con il crescente numero di veicoli. Insieme al fenomeno del traffico indotto, questo ha portato a crescenti problemi di congestione della viabilità.

### Strade
Cinque tra le strade principali degli Emirati Arabi, ossia la E 11 (Sheikh Zayed Road), la E 311 (Sheikh Mohammad Bin Zayed Road; precedentemente conosciuta come Emirates Road), la E 44 (Autostrada Dubai-Hatta), la E 77 (Autostrada Dubai-Lehbab) e la E 66 (Oud Metha Road), passano attraverso Dubai, connettendo la città agli altri centri urbani del paese. 
A queste si aggiunge la E 611 (Emirates Road) che collega l'emirato di Abu Dhabi con gli emirati settentrionali di Ras al Khaimah, Umm al Quwain, e Sharjah, che non attraversa il centro di Dubai. La strada, realizzata fra il 2006 e il 2010, era chiamata "Dubai Bypass Road", "Outer Bypass Road" o anche "Dubai Ring Road", prima di essere ribattezzata "Emirates Road" nel 2013.
Di particolare importanza per la viabilità cittadina sono gli attraversamenti del Dubai Creek, in particolare il ponte Al Maktoum, il ponte Al Garhoud, il tunnel Al Shindagha, il Business Bay Crossing e il Floating Bridge che collegano la parte orientale e la parte occidentale della città.
Il servizio di bus cittadino nel 2008 serviva 140 rotte e ha trasportato 109,5 milioni di passeggeri. Dalla fine del 2010 ci sono 2 100 autobus in servizio sparsi per la città. La RTA i ha annunciato la costruzione di 500 nuovi autobus climatizzati e di altri 1 000 autobus in tutti gli emirati per incoraggiare l'utilizzo dei trasporti pubblici.
Dubai possiede un vasto servizio di taxi i quali rappresentano il mezzo di trasporto pubblico più utilizzato all'interno dell'emirato, con circa 3 000 taxi gestiti da diverse compagnie pubbliche e private. Ogni giorno i taxi compiono mediamente 192 000 viaggi trasportando circa 385 000 persone. Nel 2009 il servizio taxi ha superato i 70 milioni di viaggi effettuati e trasportò circa 140,45 milioni di passeggeri.

### Trasporto aereo
L'Aeroporto Internazionale di Dubai, l'hub per la Emirates, è quello principale e serve anche altri emirati della nazione. Nel 2009 lo scalo è risultato il 15º al mondo per traffico di passeggeri e il 6º per traffico internazionale di passeggeri. È altresì il settimo al mondo per traffico merci: nel 2009 ne ha movimentato 1 927 000 tonnellate, con un incremento del 5,6% rispetto al 2008, ed è anche il quarto al mondo per traffico internazionale di merci. La Emirates è la compagnia di bandiera di Dubai; nel 2022 contava 157 destinazioni nei 5 continenti.
Nel 2004 è iniziata la costruzione dell'Aeroporto Internazionale di Dubai-Al Maktoum. La prima parte dell'aeroporto, con una pista che può accogliere gli A380, un terminal per i cargo capace di movimentare 250 000 tonnellate di merci e un terminal da 5 milioni di passeggeri annui è stato aperto il 27 giugno 2010, solo per il traffico cargo. Il trasporto dei passeggeri è iniziato alla fine del marzo 2011. Una volta completato, lo scalo internazionale di Al Maktoum diventerà il più grande aeroporto del mondo con 6 piste, 4 terminal e una capacità annua di 160 milioni di passeggeri e 12 milioni di tonnellate di merci.

### Metropolitana
Nella realizzazione della metropolitana di Dubai, la prima in tutta la penisola araba, sono stati investiti 3,89 miliardi di dollari. È stata parzialmente aperta il 9 settembre del 2009 (9-9-9) ed è diventata pienamente operativa nel 2014. L'opera è gestita dal gruppo britannico Serco Group. La metro comprende la linea rossa da Jebel Ali all'aeroporto e la linea verde da Etisalat al centro della città (Creek); sono previste una terza e una quarta linea che saranno contraddistinte dal blu e dal viola. Avrà 70 km di lunghezza e 43 stazioni, di cui 10 sotterranee.
Inoltre, la monorotaia Palm Jumeirah, testata per la prima volta il 9 aprile del 2009, che collega la Palm Jumeirah alla terraferma, andrà a intersecarsi con un futuro prolungamento della linea rossa.
La costruzione di due linee di tram è prevista entro il 2011: la prima sarà la Downtown Burj Khalifa Tram System e la seconda la Al Sufouh Tram. La Downtown Burj Khalifa Tram lunga 4,6 km servirà l'area intorno al Burj Khalifa, mentre la seconda correrà lungo Al Sufouh Road da Dubai Marina al Burj Al Arab e al Mall of the Emirates per 14,5 km totali.
Dubai ha annunciato che completerà il collegamento del sistema ferroviario ad alta velocità degli EAU, che andrà a collegarsi con tutto il GCC e poi forse con l'Europa.

### Porti
Ci sono due porti commerciali: Port Rashid e il porto di Jebel Ali. Jebel Ali è il più grande porto artificiale del mondo, il principale in tutto il Medio Oriente e il settimo al mondo per traffico merci.

## Economia
Le riserve petrolifere di Dubai sono meno di un ventesimo rispetto a quelle di Abu Dhabi e i redditi dell'emirato dipendono dal settore degli idrocarburi in misura notevolmente minore rispetto agli emirati vicini. Dubai e Deira cominciarono ad attirare investimenti stranieri negli anni 1970 e anni 1980. I maggiori centri bancari e finanziari cominciarono a sorgere nella zona del porto.
Negli anni Dubai è divenuta una nota destinazione turistica e un importante centro di commerci marittimi, ma sta anche cercando di attirare aziende attive nell'IT e nella finanza, con la costruzione del Dubai International Financial Centre (DIFC). I trasporti aerei sono appannaggio della compagnia governativa Emirates Airlines, fondata nel 1985 e basata all'Aeroporto Internazionale di Dubai.
Le autorità hanno istituito zone di libera iniziativa economica, sempre con il proposito di attirare gli investimenti stranieri. La Dubai Internet City, ora unita alla Dubai Media City per formare la TECOM (Dubai Technology, Electronic Commerce and Media Free Zone Authority), è una di queste, con gli insediamenti di aziende operanti nell'informatica, come EMC Corporation, Oracle Corporation, Microsoft e IBM, mentre nel settore dei media MBC, CNN, Reuters, ARY e AP. Il Dubai Knowledge Village (KV) è legato alla Internet City e alla Media City e si propone di diventare un polo educativo a esse complementare, diretto a formare i "professionisti della comunicazione".

### Sviluppo immobiliare

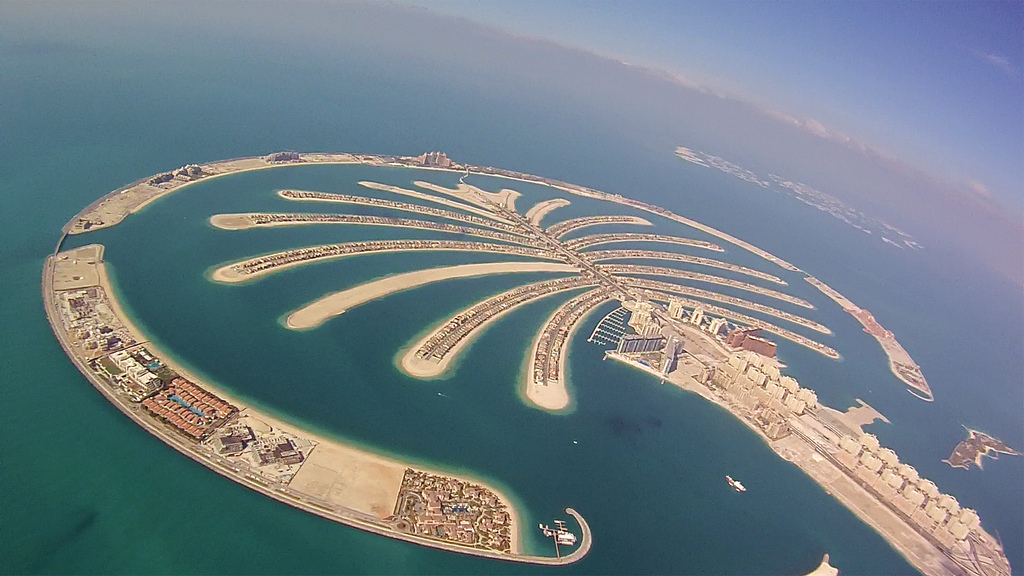
Le Palm Islands

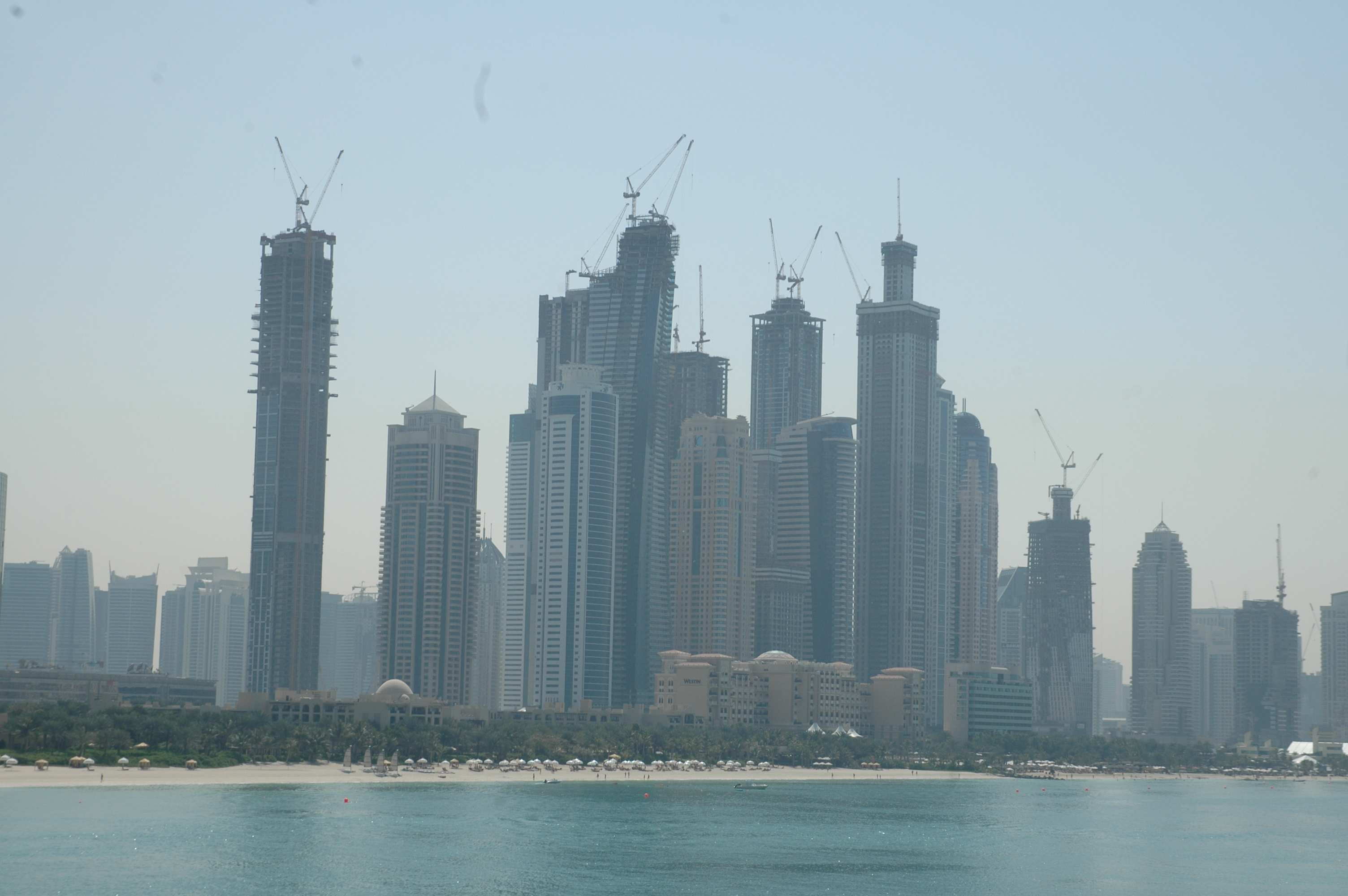
Lo skyline di Dubai

La decisione del governo di diversificare l'economia per puntare maggiormente sui servizi e il turismo ha contribuito ad aumentare il valore della proprietà immobiliare, che negli anni tra il 2004 e il 2006 ha vissuto un vero e proprio boom. Le costruzioni su larga scala hanno reso Dubai una delle città a maggiore sviluppo urbanistico del mondo, al pari delle metropoli cinesi.
Nell'area della città vecchia di Dubai, chiamata Bastakia, si svologono attività culturali e d'interesse storico. Il museo di Dubai, insediato nella vecchia fortezza ai margini di Bastakia, fotografa la storia delle tribù beduine e della vecchia economia basata sul commercio di perle e sulla pesca.
Bastakia sorge sulla sponda del Khor, detto anche Dubai Creek, il fiume che attraversa e divide la città dal quartiere di Deira, dove sorge il Gold Suq, ovvero il mercato dell'oro.
Il primo sviluppo urbano di Dubai iniziò nel 1992, quando è sorta la città moderna.
L'esigenza di sviluppare il commercio e, in parallelo, il turismo ha portato le autorità locali a cercare di costruire strutture uniche al mondo, sia per gli aspetti architettonici sia per le dimensioni. Da un lato le attività commerciali e residenziali si estendono verso il deserto: sono in fase di costruzione l'International City, la Silicon City, la Sport City e Dubailand - che dovrebbe diventare il più grande parco divertimenti del mondo - oltre a un complesso ospedaliero e di wellness. Dall'altro lato il turismo si concentra sulla costa.
Spesso i numerosi progetti, caratterizzati dalla ricerca di record internazionali, non vengono portati a termine, come ad esempio la Dubai Creek Tower, in costruzione dal 2016 al 2020 e in seguito sospesa, con alcuni investitori rimborsati dai costruttori. Le banche locali hanno dichiarato il taglio dei prestiti a causa della crisi economica del 2009, con serie ripercussioni sul mercato immobiliare di Dubai.

#### The World

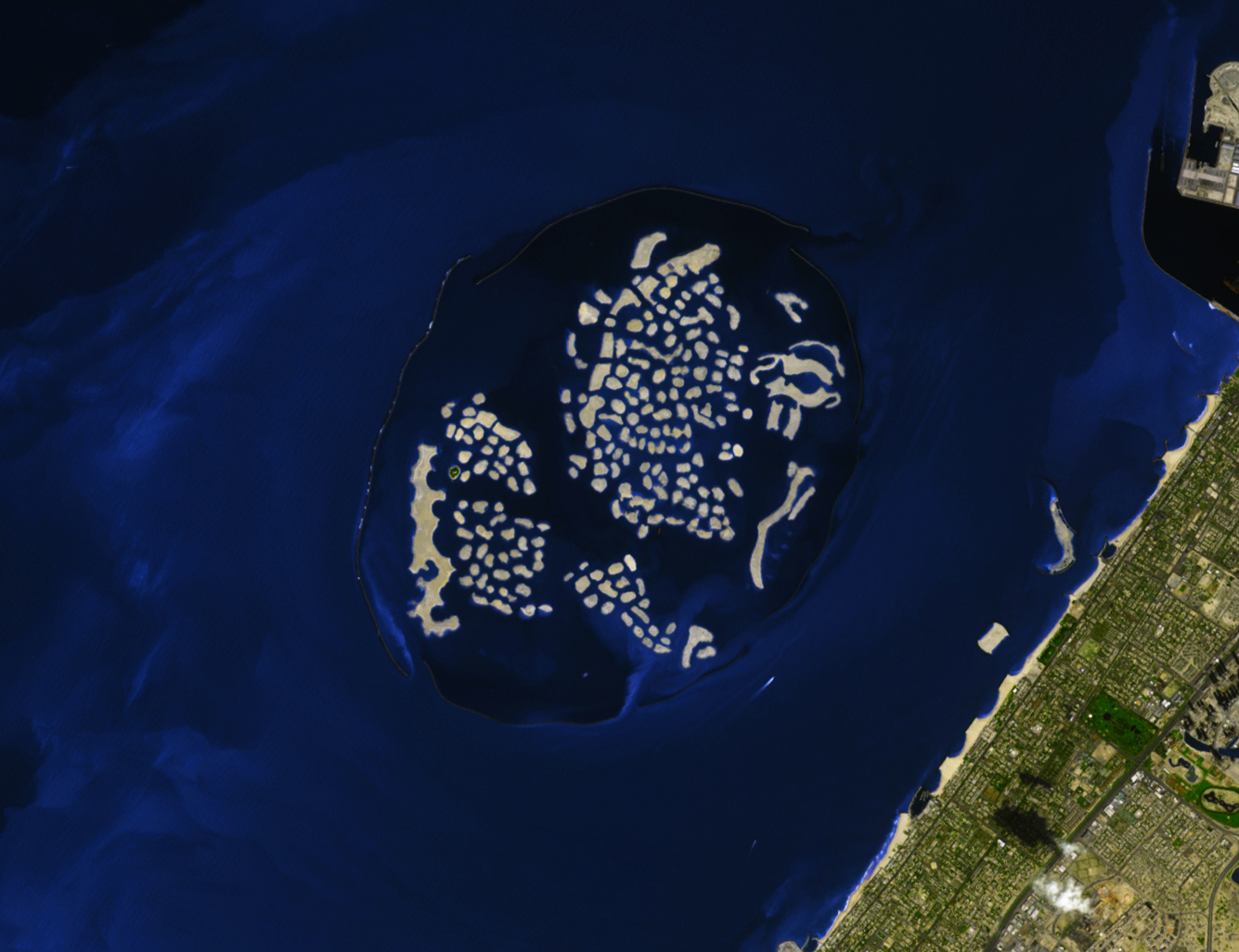
L'arcipelago The World visto dall'alto

Il cosiddetto "Mondo", arcipelago artificiale formato da trecento isole, se viste dall'aereo o dal satellite, richiama il nostro pianeta con i relativi continenti. È stato inaugurato il 10 gennaio 2008 dopo 5 anni di lavori. Ogni isola si vende singolarmente ad un prezzo che oscilla tra 1 e 15 milioni di dollari. Tuttavia il progetto (spesso al centro di casi di riciclaggio di denaro e truffe finanziarie) non ha portato gli sperati risultati commerciali, e la società pubblica a capo del progetto, la Dubai World, ha registrato debiti per oltre 60 miliardi di dollari. L'unica isola aperta al pubblico è l'isola Libano.

#### Palm Islands

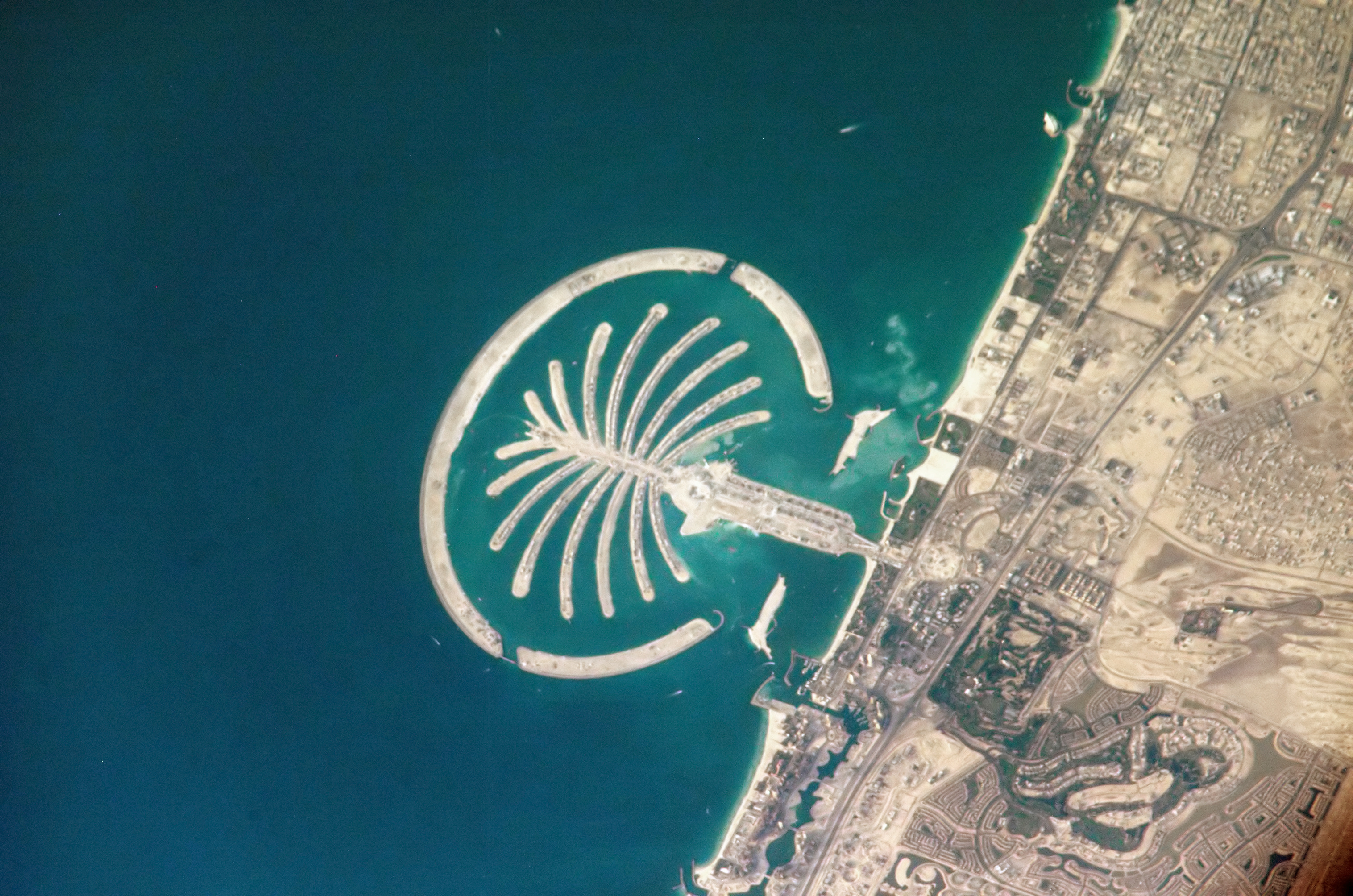
Le Palm Islands Viste dall'alto

Nel 2015 sono state completate le tre palme, le Palm Islands, ovvero delle penisole create artificialmente nel Golfo Persico, la cui forma richiama quella dell'omonimo albero. I loro nomi derivano da alcuni dei quartieri più noti di Dubai: Deira, Jebel Ali, Jumeirah. Per tutte le palme si è svolta la cerimonia della posa della prima pietra.

#### Burj Khalifa
Il 4 gennaio 2010 è stato inaugurato a Dubai il Burj Khalifa che, con i suoi 828 metri, al momento dell'inaugurazione risultava grattacielo più alto del mondo. È intitolato all'emiro di Abu Dhabi Khalifa bin Zayed Al Nahyan, presidente degli Emirati Arabi Uniti dal 2004 al 2022, il cui intervento economico fu decisivo per il completamento della costruzione della torre.
La pianta dell'edificio è a forma di "Y" ed è ispirata alla forma dell'Hymenocallis, un fiore molto diffuso e amato nell'emirato di Dubai. Non essendo collegato a un sistema fognario, il grattacielo necessita del trasporto quotidiano delle acque nere tramite convogli di autocisterne.

#### Museo del futuro
Il Museo del futuro ha aperto il 22 febbraio 2022. Promuove l'innovazione e lo sviluppo tecnologico, in particolar modo nel campo della robotica e dell'intelligenza artificiale.

#### Altre strutture

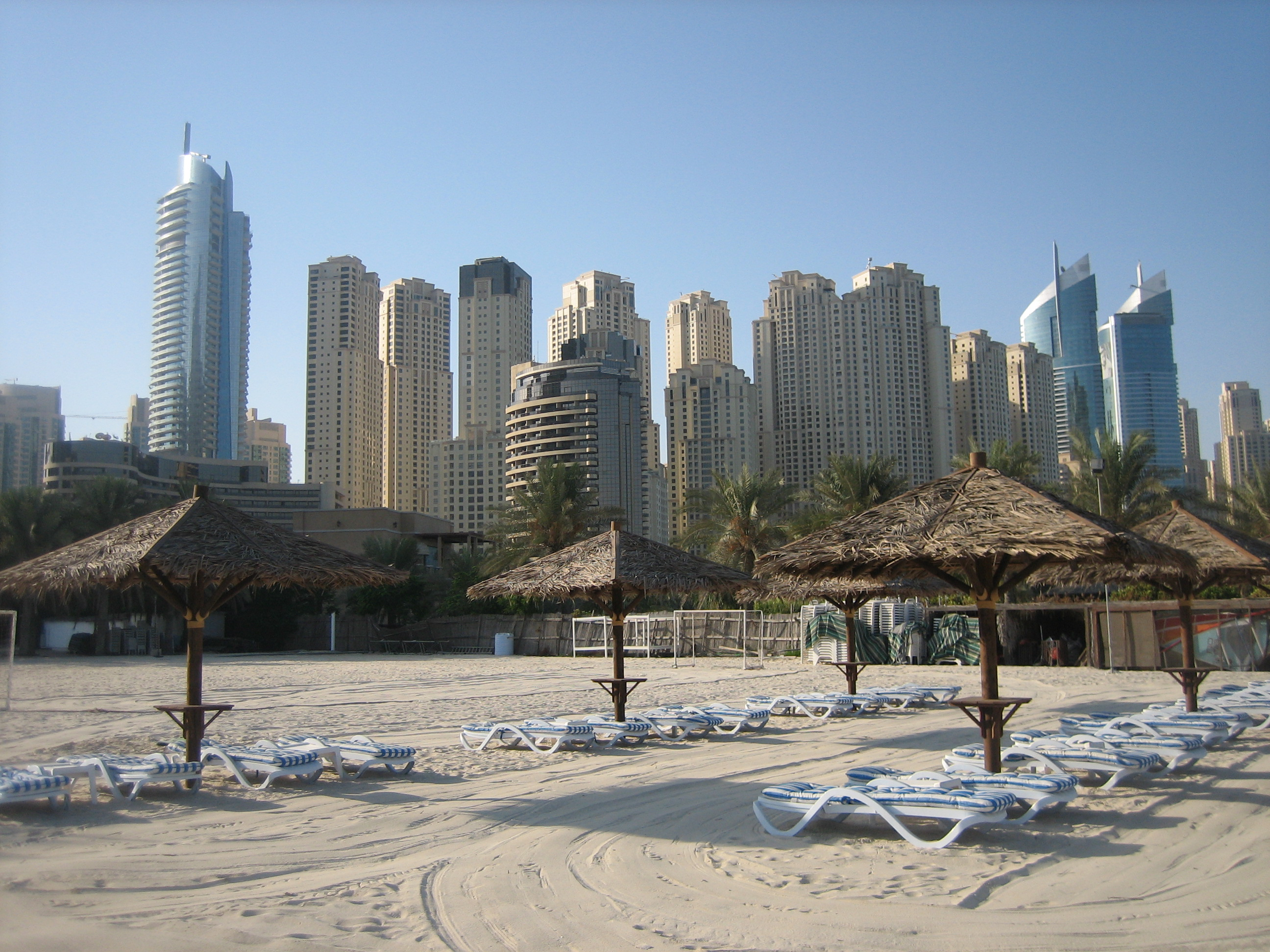
Spiaggia dell'Habtoor Grand Resort Spa a Jumeirah Beach

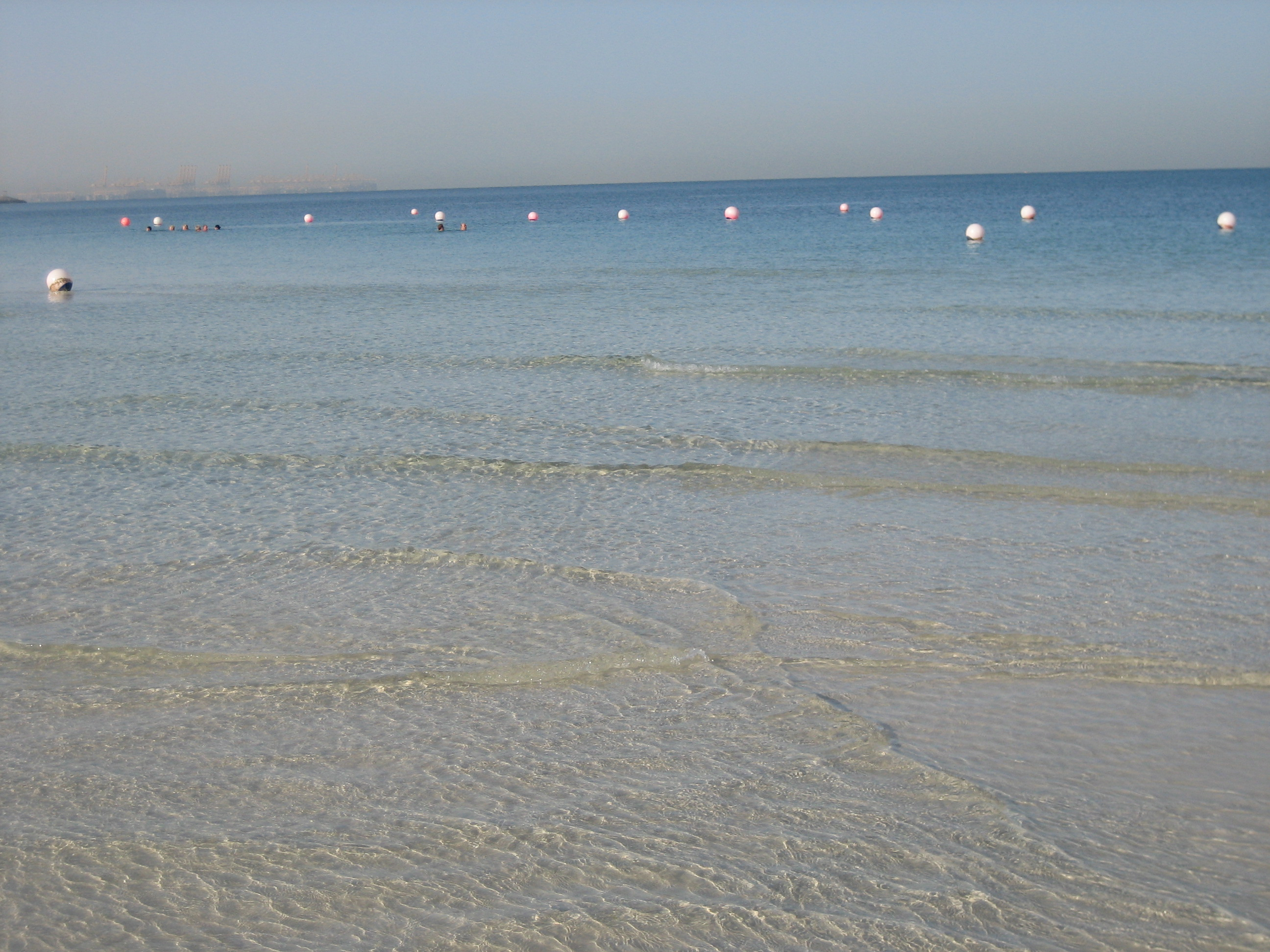
Spiaggia di Dubai a Jumeirah Beach

La zona turistica più frequentata è quella di Jumeirah, dove si trova l'albergo Burj al-Arab (Torre degli arabi).
Il Dubai Mall è il secondo più grande centro commerciale del mondo. Si estende su oltre 220 000 metri quadrati di sola area commerciale, a cui si aggiungono un cinema da 14 sale e un teatro. All'interno di un altro centro commerciale, il Mall of the Emirates vi è un'area interamente dedicata agli sport invernali: lo Ski Dubai, un complesso indoor con 3 piste da sci, una da slittino e uno snowpark per bambini.
Nel 2009 è stato aperto il primo tratto della metropolitana che, una volta completata, collegherà tutta la città fino a raggiungere Jebel Ali: 5 stazioni, 18 chilometri di tunnel e 51 chilometri di viadotti per 1,2 milioni di passeggeri al giorno.
Il frame di Dubai è una struttura iconica a forma di cornice alta 150 metri, che vuole simboleggiare un ponte tra il passato e il presente della città.
Grazie alle molte costruzioni avveniristiche e bizzarre, Dubai è stata definita una via di mezzo tra le città del futuro della letteratura fantascientifica e i fumetti di Walt Disney, tuttavia spesso il governo locale è accusato di usare metodi autoritari e non democratici e di basare la propria economia su forme di moderna schiavitù.

## Ambiente

### Aree protette
Al fine di valorizzare e preservare le risorse naturali di Dubai, la Municipalità di Dubai ha istituito otto aree protette con Decreti locali n. 22 del 2014, n. 11 del 2003 e n. 2 del 1998.
Le otto riserve naturali coprono circa il 31% dell'area di Dubai e rappresentano tutti i principali tipi di ecosistema dell'emirato: montano, desertico, costiero e marino. Sono gestite dalla Municipalità di Dubai in collaborazione con altri partner, con l'obiettivo di proteggere, ripristinare e promuovere gli ecosistemi e la biodiversità naturale attraverso iniziative di ricerca scientifica, monitoraggio, istruzione e ricreazione sostenibile.

## Cultura

### Media

#### Televisione
A Dubai ha sede il canale satellitare in lingua persiana Persian Music Channel.

## Gemellaggi
Dubai è gemellata con 38 città: la maggior parte dei gemellaggi ha avuto luogo dopo il 2002. Dal 31 agosto 2013 Dubai è gemellata anche con la città di Stresa, raggiungendo così 39 città.
- Barcellona, Spagna[89]
- Beirut, Libano
- Brisbane, Australia
- Pusan, Corea del Sud[90]
- Caracas, Venezuela
- Cheb, Repubblica Ceca
- Damasco, Siria
- Detroit, Michigan, Stati Uniti[91]
- Dundee, Scozia, Regno Unito
- Francoforte sul Meno, Germania
- Gandhinagar, India
- Ginevra, Svizzera
- Gold Coast, Australia
- Granada, Spagna[92]
- Kish, Iran
- Canton, Cina
- Hong Kong, Cina
- Istanbul, Turchia
- Hyderabad, India

- Casablanca, Marocco
- Kuwait City, Kuwait
- Los Angeles, California, Stati Uniti[93]
- Mandaluyong, Filippine
- Milano, Lombardia, Italia
- Monterrey, Nuevo León, Messico
- Mosca, Russia
- Napoli, Campania, Italia
- Newcastle upon Tyne, Regno Unito
- New York, New York, Stati Uniti
- Osaka, Giappone
- Phoenix, Arizona, Stati Uniti[94]
- San Juan di Porto Rico
- Putrajaya, Malesia
- Shanghai, Cina
- Teheran, Iran
- Tripoli, Libia
- Vancouver, Columbia Britannica, Canada
- Erevan, Armenia
- Stresa, Piemonte, Italia[88]

## Sport
La città ha due squadre calcistiche, l'Al-Nasr Sports Club e l'Al-Wasl Sports Club, entrambi hanno vinto la Coppa dei Campioni del Golfo.